# ピエール・グランブラ
ピエール・グランブラ（Pierre Grimblat、 1922年7月8日 - 2016年6月4日）は、フランス・パリ出身の映画監督、脚本家、テレビシリーズの演出家・プロデューサーである。映画の代表作は、ゲンスブール＆バーキン映画の『スローガン』であり、テレビの代表作はロジェ・アナン主演の『Navarro』、ロラン・マグダン主演の『Le Tuteur』、ジェラール・クライン主演の『L'Instit』である。

## 来歴・人物
1960年、フランソワ・トリュフォー監督の協力を得て、長編映画『Me faire ça à moi（ひどいじゃない!）』で監督デビュー。つづいて1962年、本作に出演したエディ・コンスタンティーヌ、音楽スコアを書いたミシェル・ルグランとともに『L'Empire de la nuit（夜の帝国）』を撮る。
1964年、ジャック・リヴェット、ジャック・ドニオル＝ヴァルクローズの処女長編やジャン＝リュック・ゴダールの初期短編など、ヌーヴェルヴァーグの作家たちを続々世に出したピエール・ブロンベルジェ製作のもと、短編『La Rose de mon jardin』を撮る。同年、ブロンベルジェの甥・フランソワ・レシャンバックと共同監督で『Les Amoureux du France』を脚本監督。
1968年、自ら出資してゲンスブールの音楽をフィーチャーした主演映画『スローガン』を撮り、20歳のジェーン・バーキンは同作でゲンスブールに出逢う。
1980年代後半より、テレビ映画のプロデューサーとしての活躍が目覚しく、続々ヒット作を放つ。なかでも1986年、テレビシリーズ『セリ・ノワール Série noire』を企画、そのうちの1本がジャン＝リュック・ゴダール監督の『映画というささやかな商売の栄華と衰退 Série noire: Grandeur et décadence d'un petit commerce de cinéma (#1.21)』である。仏ルクセンブルク・スイス合作で、TF1、RTL（ルクセンブルクのテレビ局RTL Group）、テレヴィジョン・スイス＝ロマンド（スイスのテレビ局TSR）、JLGフィルム社との共同製作である。
日本人のモデル三富邦子との間に一子あり。

## フィルモグラフィー

### 監督
- Me faire ça à moi（ひどいじゃない!）　1960年　脚本クロード・ド・ジヴレー、脚本協力フランソワ・トリュフォー、音楽ミシェル・ルグラン、出演リタ・カディヤック、アンリ・コーガン、エディ・コンスタンティーヌ、ベルナデット・ラフォン、ジャン＝ルイ・リシャール

- L'Empire de la nuit（夜の帝国）　1962年　音楽ミシェル・ルグラン、出演エディ・コンスタンティーヌ、エルガ・アンデルセン、ギー・ブドス

- La Rose de mon jardin　短編　1964年　製作ピエール・ブロンベルジェ

- Les Amoureux du France　1964年　監督・脚本　共同監督・撮影フランソワ・レシャンバック、音楽ミシェル・ルグラン、出演オリヴィエ・デスパ、マリー＝フランス・ピジェ、マリア・グラツィア・ブッチェラ、ナレーションフィリップ・ノワレ

- Cent briques et des tuiles　1965年　製作・監督　音楽シャルル・アズナヴール、出演ジャン＝クロード・ブリアリ、ミシェル・セロー

- スローガン Slogan　1968年　監督・脚本　製作総指揮・共同脚本フランシス・ジロー、共同脚本メルヴィン・ヴァン・ピーブルズ、撮影ピエール・ボーソレイユ、音楽・主演セルジュ・ゲンスブール、出演ジェーン・バーキン、ジュリエット・ベルト

- Dites-le avec des fleurs（Diselo con flores、言葉に花を添えて）　1974年　撮影ギスラン・クロケ、出演デルフィーヌ・セイリグ、ロシオ・ドゥルカル、フェルナンド・レイ、ジョン・モルダー・ブラウン、ジャン・ベッケル

- L'Amour est un jeu d'enfant　テレビ映画　1994年　出演リシャール・ボーランジェ、イザベル・オテロ、ロバンソン・ステヴナン

- 銀幕のメモワール Lisa　2001年　製作総指揮・監督　音楽ガブリエル・ヤレド、出演ジャンヌ・モロー、ブノワ・マジメル、マリオン・コティヤール、サガモール・ステヴナン

- Le Tuteur（後見人）　2003年　主演ロラン・マグダン、アンヌ＝マリー・ピザーニ

### 出演
- Erotissimo　1968年　監督ジェラール・ピレス、製作ピエール・ブロンベルジェ、出演アニー・ジラドー、ジャン・ヤンヌ、セルジュ・ゲンスブール、クロード・ド・ジヴレー、フランソワ・レシャンバック
- さすらいの女神たち Tournée　2010年　監督・脚本・主演マチュー・アマルリック